# Аркаде
Аркаде (итал. Arcade) је насеље у Италији у округу Тревизо, региону Венето.
Према процени из 2011. у насељу је живело 3430 становника. Насеље се налази на надморској висини од 61 м.

## Становништво
| 1931. | 1936. | 1951. | 1961. | 1971. | 1981. | 1991. | 2001. | 2011. |
| ----- | ----- | ----- | ----- | ----- | ----- | ----- | ----- | ----- |
| 2.078 | 2.012 | 2.054 | 2.144 | 2.440 | 2.806 | 3.119 | 3.440 | 4.366 |